# Amsactarctia venusta
Amsactarctia venusta är en fjärilsart som beskrevs av De Toulgoët 1980. Amsactarctia venusta ingår i släktet Amsactarctia och familjen björnspinnare. Inga underarter finns listade i Catalogue of Life.